# Waterford (condado de Racine, Wisconsin)
Waterford es un pueblo ubicado en el condado de Racine en el estado estadounidense de Wisconsin. En el Censo de 2010 tenía una población de 6344 habitantes y una densidad poblacional de 73,18 personas por km².

## Geografía
Waterford se encuentra ubicado en las coordenadas 42°47′40″N 88°15′1″O / 42.79444, -88.25028. Según la Oficina del Censo de los Estados Unidos, Waterford tiene una superficie total de 86.69 km², de la cual 81.12 km² corresponden a tierra firme y (6.43%) 5.57 km² es agua.

## Demografía
Según el censo de 2010, había 6344 personas residiendo en Waterford. La densidad de población era de 73,18 hab./km². De los 6344 habitantes, Waterford estaba compuesto por el 98.01% blancos, el 0.24% eran afroamericanos, el 0.19% eran amerindios, el 0.52% eran asiáticos, el 0.06% eran isleños del Pacífico, el 0.32% eran de otras razas y el 0.66% pertenecían a dos o más razas. Del total de la población el 2.1% eran hispanos o latinos de cualquier raza.